# The Millers
Pour le film américain « We're the Millers » paru en 2013, voir Les Miller, une famille en herbe.
The Millers est une série télévisée américaine en 34 épisodes de 22 minutes créée par Greg Garcia dont 28 épisodes ont été diffusés entre le 3 octobre 2013 et le 17 novembre 2014 sur le réseau CBS et en simultané au Canada sur le réseau Global (saison 1) puis sur le réseau CTV (saison 2). Les épisodes restants ont été diffusés entre le 4 et le 18 juillet 2015 sur CBS et CTV.
Au Québec, la série est diffusée depuis le 4 janvier 2015 sur Moi & Cie Télé, en Belgique, elle a été diffusée du 4 septembre au 28 octobre 2015 sur RTL-TVI, en France, elle est disponible en intégralité sur 6Play depuis le 1er février 2020. Cependant, elle reste inédite en Suisse.

## Synopsis
Nathan Miller est un journaliste de la télévision locale de Leesburg en Virginie. Sa sœur Debbie possède un restaurant végétarien avec son mari Adam. Au début de la série, les parents de Nathan et Debbie, Tom et Carol Miller reviennent de Myrtle Beach. Nathan avoue à ses parents, qu'il a divorcé de sa femme, Janice, plusieurs mois auparavant. En apprenant la nouvelle, Tom décide de quitter Carol après 43 ans de mariage. Il emménage alors avec Debbie et Adam tandis que Carol devient la colocataire de Nathan. La vie de Debbie et de Nathan est bouleversée par ce changement.

## Distribution

### Acteurs principaux
- Will Arnett (VF : Cyrille Monge): Nathan Miller
- Beau Bridges (VF : José Luccioni) : Tom Miller
- Margo Martindale (VF : Coco Noël) : Carol Miller
- J. B. Smoove (VF : Jean-Baptiste Anoumon) : Ray
- Jayma Mays (VF : Julie Turin) : Debbie Stoker
- Nelson Franklin (en) (VF : Jérôme Frossard) : Adam Stoker
- Eve Moon (épisodes 1 à 11) puis Lulu Wilson : Mikayla Stoker
- Sean Hayes (VF : Bertrand Liebert) : Kip Finkle (saison 2)

### Acteurs récurrents et invités
- Eliza Coupe (VF : Anne Dolan) : Janice, ex-femme de Nate
- Jerry Van Dyke : Bud, père de Carol
- June Squibb : Blanche, mère de Carol
- Jeffrey Tambor (VF : Gérard Darier) : Ed Dolan
- Andy Richter : Doug
- Roseanne Barr : Darla
- Billy Eichner (VF : Guillaume Bourboulon) : Leon (saison 2)
- Rhys Darby : Martin J. S. Essex (saison 2)
- Molly Shannon (VF : Céline Monsarrat) : Miss Pam (saison 2)

- Version française
  - Société de doublage : Dubbing Brothers[6]
  - Direction artistique : Catherine Le Lann[6]
  - Adaptation des dialogues : Emmanuel Martiano[6]

 Source et légende : version française (VF) sur RS Doublage et Doublage Séries Database

## Production

### Développement
CBS a commandé un pilote en janvier 2013, puis a commandé la série le 10 mai 2013 et lui a attribué cinq jours plus tard la case horaire du jeudi à 20 h 30 à l'automne.
Un des auteurs de la série est John Cochran. Ce diplômé de l'Université Harvard est un des personnages les plus emblématiques du jeu de télé-réalité Survivor, qu'il a disputé à deux reprises et remporté en 2012.
Le 17 octobre 2013, CBS commande une saison complète, portant le total à 22 épisodes.
Le 14 novembre 2014, la série est annulée à la suite des audiences décevantes. Un seul épisode a été diffusé par la suite avant que CBS retire la série de l'horaire.

### Casting
Les rôles ont été attribués dans cet ordre : Will Arnett, Margo Martindale, J.B. Smoove, Mary Elizabeth Ellis (Debbie), Beau Bridges et Michael Rapaport (Adam). Lors du dévoilement de la programmation le 15 mai, les rôles de Debbie et Adam ont été recastés et ensuite ré-attribués à Jayma Mays et Nelson Franklin.
Parmi les acteurs récurrents et invités : Eliza Coupe, Jerry Van Dyke et June Squibb, Jeffrey Tambor, Andy Richter et Roseanne Barr.
Pour la deuxième saison, Sean Hayes rejoint la distribution principale, alors que Billy Eichner, Rhys Darby et Molly Shannon seront invités.

### Fiche technique
- Titre original : The Millers
- Réalisation du pilote : James Burrows[30]
- Production exécutive : Greg Garcia
- Sociétés de production : Amigos de Garcia Productions, CBS Television Studios

## Épisodes

### Première saison (2013-2014)
1. Au secours, mes parents divorcent ! (Pilot)
2. Jusqu’à ce que la mort nous sépare (Plot Twists)
3. Beau gosse (The Phone Upgrade)
4. Ma mère, mon psy et moi (The Mother Is In)
5. Merci qui ? (Giving the Bird)
6. Un cœur de glace (Stuff)
7. L’amour expliqué à mon fils (The Talk)
8. Draguer sur internet, c’est mâle (Internet Dating)
9. Nos enfants chéris (You're In Trouble)
10. Quatre générations sous le même toit (Carol's Parents are Coming to Town)
11. Cher journal intime (Dear Diary)
12. Le Sens de l’humeur (Miller's Mind)
13. Zéro de conduite (Driving Miss Crazy)
14. Surprise, surprise ! (Carol's Surprise)
15. On parie ? (You Betcha)
16. Vacances forcées (Bahama Mama)
17. Obama casse la baraque (Plus One)
18. Un brin de causette (Walk-n-Wave)
19. Maman ment comme un arracheur de dents (Cancellation Fee)
20. Tomlandia (Tomlandia)
21. L’espion qui m’aimait (0072)
22. Promotion canapé (Sex Ed Dolan)
23. Bonne fête (Mother's Day)

### Deuxième saison (2014-2015)
Le 13 mars 2014, la série a été renouvelée pour une deuxième saison. Initialement prévue pour le jeudi 30 octobre 2014, elle a été devancée au lundi 20 octobre 2014 sur CBS, aux États-Unis.
1. Enfin seul ! (Movin' Out (Carol's Song)
2. Fallait pas l'épouser ! (Reunited and It Feels So Bad)
3. Lache-moi les baskets (Give Metta World Peace a Chance)
4. Nathan s'aime tant (You Are the Wind Beneath My Wings, Man)
5. Geek d'un jour, geek toujours (CON-Troversy)
6. Le Rebelle (Diggin' Up Bones)
7. Ray fléchit (When the Pope Comes Marching In)
8. Un point, c'est tout (Papa Was a Rolling Bone)
9. Le temps passe, le souvenir reste (Louise Louise)
10. Doux Jésus (Highway to the Manger Zone)
11. À bonne école (Hero)

## Accueil
Le pilote a attiré 13,09 millions de téléspectateurs aux États-Unis, écrasant la première de la série Welcome to the Family sur NBC avec seulement 2,99 millions de téléspectateurs.